# E-Prix di Mosca
L'E-Prix di Mosca è stato un evento automobilistico destinato alle vetture a trazione interamente elettrica del campionato di Formula E tenuto a Mosca. La prima ed unica edizione si è corsa il 6 giugno 2015, ed è stato il nono E-Prix nella storia della categoria. L'evento era stato previsto anche nella bozza di calendario della seconda stagione, ma, nonostante il grande successo di pubblico della prima edizione, è stato successivamente annullato a causa di imprevedibili problemi legati alla chiusura di alcune strade.

## Circuito
L'evento si è disputato sul Circuito cittadino di Mosca, circuito allestito nel centro della capitale russa. Il tracciato, lungo poco più di 2 km e con un totale di 13 curve, passa nella zona del Cremlino, con partenza e arrivo posizionate lungo il fiume Moscova.

## Albo d'oro
| Edizione | Tracciato                   | Vincitore                      | Secondo                        | Terzo                            | Pole position                  | Giro veloce                    |
| -------- | --------------------------- | ------------------------------ | ------------------------------ | -------------------------------- | ------------------------------ | ------------------------------ |
| 2015     | Circuito cittadino di Mosca | Nelson Piquet Jr. China Racing | Lucas Di Grassi Audi Sport ABT | Nick Heidfeld Venturi Grand Prix | Jean-Éric Vergne Team Andretti | Sébastien Buemi Renault-e.dams |